# Westmoreland (New Hampshire)
Westmoreland – miasto w Stanach Zjednoczonych, w stanie New Hampshire, w hrabstwie Cheshire.